# 中国驻奥什总领事列表
本列表为中国驻吉尔吉斯斯坦奥什总领事馆历任总领事名录。

## 历任中国驻奥什总领事

### 中华人民共和国驻奥什总领事（2012年－2019年）
2011年9月14日，中华人民共和国与吉尔吉斯斯坦政府达成在奥什设立总领事馆的协议。2013年5月3日，中国驻奥什总领事馆正式开馆。2019年8月28日，总领事馆暂时关闭。
| 姓名   | 任命 | 到任       | 递交任命书     | 免职 | 离任      | 领事职务 | 备注 | 备注 |
| ------ | ---- | ---------- | -------------- | ---- | --------- | -------- | ---- | ---- |
| 吴颖钦 |      | 2012年7月  | 2012年10月24日 |      | 2015年6月 | 总领事   |      |      |
| 宋利群 |      | 2015年8月  | 2015年8月21日  |      | 2018年9月 | 总领事   |      |      |
| 崔少纯 |      | 2018年11月 | 2018年12月6日  |      | 2019年8月 | 总领事   |      |      |